# JB-2 Loon
JB-2 Loon (pol. Nur) – amerykański odrzutowy samolot-pocisk (pocisk manewrujący), będący wierną kopią niemieckiego pocisku V-1.
Prace nad opracowaniem własnego pocisku skrzydlatego rozpoczęto natychmiast po przechwyceniu w lipcu 1944 szczątków rozbitego niemieckiego pocisku V-1 (Fieseler Fi 103). Pocisk miał być niemal identyczny ze swoim niemieckim pierwowzorem. Podstawową różnicą była zmiana silnika odrzutowego – w wersji amerykańskiej samolot-pocisk miał być napędzany silnikiem pulsacyjnym PJ31-F-1 wyprodukowanym przez Forda. Inna miała być także technika wystrzeliwania pocisku – zamiast stosowanej przez Niemców katapulty rakietowej, uznanej przez Amerykanów za zbyt niebezpieczną, zastosowano cztery rakietowe silniki startowe na paliwo stałe. Kilka egzemplarzy przystosowano do wystrzeliwania z lecących bombowców B-17 Flying Fortress. W późniejszych wariantach zastąpiono niemiecki układ naprowadzania sprowadzający się do zegara wyłączającego silnik po ustalonym czasie, radarowym systemem zdalnego sterowania.
Początkowo siły powietrzne amerykańskich wojsk lądowych wyraziły zainteresowanie nabyciem 75 tysięcy pocisków. Ostatecznie jednak złożono zamówienie na 12 tysięcy sztuk – armia chciała je wykorzystać w planowanej kampanii bombowej przed desantem na Japonię. Z końcem II wojny światowej zamówienie odwołano, po wyprodukowaniu około półtora tysiąca sztuk broni. Wyprodukowane pociski wykorzystywano, pod oznaczeniem LTV-1, do badań nad pociskami manewrującymi.
Programem interesowała się także marynarka wojenna, która planowała wyposażenie w wyrzutnie JB-2 swoich lotniskowców eskortowych. Planowano także opracowanie wariantu wystrzeliwanego z okrętów podwodnych. Testy pocisków zakończono w roku 1948 (armia) i 1950 (marynarka), pociski te jednak nigdy nie weszły do służby, a w marynarce wojennej zostały zastąpione przez rodzime konstrukcje pocisków manewrujących typu Regulus.